# Amazjasz (król Judy)
Amazjasz − postać biblijna ze Starego Testamentu, król Judy.

## Życiorys
Był synem króla Joasza i Joaddan. Objął władzę ok. roku 801 p.n.e. po tym, jak jego ojciec został zamordowany. Amazjasz zemścił się na mordercach ojca, nie zaś na ich synach - zgodnie z nakazem Prawa Mojżeszowego.
Zwyciężył nad Edomitami, zdobywając ich twierdzę Sela. Następnie po niepokojach swojego ludu wywołanych przez obecność Izraelitów w ich miastach, Amazjasz rozpoczął wojnę z Izraelem, którą przegrał pod Bet Szemesz. Tam został pojmany, zaprowadzony do Jerozolimy. Amazjasz uciekł do Lakisz przed spiskiem zawiązanym przeciw niemu i tam został zamordowany. Został pochowany w Jerozolimie wraz ze swoimi przodkami.
W tradycji żydowskiej Amazjasz uważany jest za wuja proroka Izajasza.